# 屯秋铁路
屯秋铁路即屯秋支线，从湘桂铁路洛埠站岔出，经东泉、龙婆后到达屯秋矿区的拉洞站。1958年开工建设，1960年竣工投入运营。全长42.3km，主要为开发屯秋铁矿资源而建。

## 历史
屯秋支线由铁道部衡阳铁路工程学校负责勘测设计。 1958年5月开始勘测，采取一阶段设计分批交付施工图，7月交出第一批洛埠—东泉的线路平剖面图、土石方数量表、桥涵位置(准备施工时预留缺口)和地质平剖面图等。
1958年广西壮族自治区报请国务院列入国家计划。同年9月正式开工，由柳州专区、柳州市和柳州铁路局组成筑路委员会。从柳城、鹿寨、融安、石龙、玉林、忻城、博白、北流、藤县等9县组织民工2万多人，柳州铁路局组织专业队伍600多人共同施工。至1959年12月， 完成主要工程量：土石方238.6万立方米。铺轨48.6公里，铺道岔23组，道口31处，铺石碴60986立方米，铺设木枕72994根。桥梁9座30 3.54米，涵渠82座1250.6米。通信电线路41.15公里， 4毫米铁线2对，2.5毫米铁线1条，车站信号采用双导线式臂板信号机，简易钥匙联锁，闭塞采用一般通话联络制。生产用房、住宅及公共建筑面积3144.4平方米，完成投资916.52万元，为概算943万元的97.2%，平均每公里造价18.9万元 (不包括钢轨价)。
1959年12月，屯秋支线通过验收，1960年元旦投入运营。1962年10月柳州钢铁厂生产调整，该线暂停营运。
1969年屯秋铁矿再度投产， 经柳州铁路局对线路及行车设备整修后，同年11月2日恢复办理客货运业务。  1971年4月，柳州钢铁厂在拉洞车站三角线延长矿山线铺轨0.4公里，投资11.08万元，并无偿移交柳州铁路局管理。
1973年3月，在龙婆—拉洞间33.690公里处建成辅助所和海军1202专用线，内设两股道，线路总长1.724公里，1974年4月开通使用。
1974—1985年，屯秋支线全线进行中修，并陆续将正线原有的旧杂轨全部更换为43公斤/米钢轨，还对洛埠—东泉间5处路堑病害进行整治，共完成线路、路基大修投资127.26万元。1979—1990年， 对部分桥梁进行大修整修：1979年完成4座62.4米桥面及51.3吨钢梁油漆大修， 1981年完成2个桥台的加固，1987年对石峒桥进行水害修复工程以及其他零星工程，共完成桥涵大修投资7.87万元。
到1990年末， 屯秋支线主要设备计有：正线42.3公里，桥梁12座371米，涵渠93座1318米，四等车站3个，旅客乘降所3个。
屯秋支线综合运输能力，用解放型蒸汽机车上行牵引2000吨，下行牵引1200吨。货车计算能力17对， 年输送能力可达上行693万吨，下行416万吨。实际货流密度：1960年上行9.8万吨， 下行0.2万吨；1966年降为上行2.7万吨，下行2.4万吨；1970年升至上行11.3万吨，下行1.4万吨； 1980年降至上行1.9万吨，下行4.5万吨；1985年最高，上行13.5万吨，下行1.1万吨；1990年又降至上行7.2万吨，下行0.7万吨，仅达到该线年输送能力的1%左右。
2004年，屯秋线K37+576至拉洞站线路停用。
2016年5月5日，南宁铁路局与柳钢集团公司正式签署战略合作协议，其中内容包括加强屯秋铁路开发利用。是年5月9日，南宁铁路局组织155名职工、220名民工队伍对屯秋线进行全面整修工作。6月10日下午，随着屯秋铁路最后一组道岔的更换完成，屯秋线如期实现全线开通行车的条件。7月1日下午，满载23车铁矿的货车专列在拉洞站鸣笛启程。

## 主要技术指标
- 线路等级：II级线路标准
- 限制坡度：重车方向限坡6‰，轻车方向12‰
- 最小曲线半径：300m—400m
- 路基宽度：5.2m
- 到发线有效长度：650m
- 桥梁等级：桥梁梁部载重中—22级，墩台中—26级

## 沿线地区气候及地质条件
沿线气温年平均21.7℃， 风向大部分为北风， 部分有西北风和东北风，全年平均风力1.4-2.9级， 最大风力为7级，线路所经地区，丘陵、平原交错，北高南低，高差137米。洛埠—东泉属下石炭纪寺门煤系地层，东泉至拉洞段属中、下石炭纪黄龙灰岩、黄金灰岩地层。壤中水多在洛埠—东泉一带，此类含水层分布于第四纪残积、坡积及冲积层中，此外还有溶洞水、裂隙水等不良地质条件，地震烈度为6度。